# Pedicularis cyrtorrhyncha
Pedicularis cyrtorrhyncha är en snyltrotsväxtart som beskrevs av Francis Whittier Pennell. Pedicularis cyrtorrhyncha ingår i släktet spiror, och familjen snyltrotsväxter. Inga underarter finns listade i Catalogue of Life.